# Iluzja przejrzystości
Iluzja przejrzystości – skłonność ludzi do uważania, że ich stan psychiczny jest widoczny dla innych w większym stopniu niż w rzeczywistości. Iluzja przejrzystości objawia się również zbyt dużą wiarą, pokładaną we własne umiejętności rozumienia stanu psychicznego innych osób (zwana jest wtedy iluzją przejrzystości u obserwatora). Podobnym błędem poznawczym jest iluzja asymetrycznego wglądu.

## Eksperyment
Psycholog Elizabeth Newton wymyśliła prosty test ilustrujący jej zdaniem omawiane zjawisko. Wystukiwała palcami melodię znanego utworu, takiego jak „Sto lat” albo hymnu państwowego, a zadaniem uczestnika eksperymentu było odgadnięcie utworu. Ludzie na ogół szacowali, że utwór zostanie odgadnięty poprawnie w 50 procent prób. W rzeczywistości udało się to tylko 3 procentom badanych. Wystukujący słyszy każdą nutę i słowo w swojej głowie. Jednakże słuchacz, który nie wie co myśli wystukujący, słyszy jedynie rytmiczne stukanie.

## Wystąpienia publiczne i trema
Iluzja przejrzystości często występuje u osób przemawiających publicznie. Może być ona zwiększona przez efekt reflektora. Mówcy wydaje się, że jego zdenerwowanie jest bardziej widoczne dla publiczności niż w rzeczywistości. Według badań przeprowadzonych wśród publiczności, emocje występującego były obserwowane w znacznie mniejszym stopniu niż wydawało się to występującemu. Początkowy lęk w sytuacji wystąpienia przed publicznością może powodować stres, który z powodu iluzji przejrzystości mówca uzna za czytelny dla publiczności. To błędne przekonanie może spowodować, że przemawiający będzie starał się ukryć swoje zdenerwowanie, co jego zdaniem stanie się jeszcze bardziej widoczne dla słuchaczy. Jego poziom stresu będzie więc wzrastał ze względu na sprzężenie zwrotne. Świadomość ograniczeń w postrzeganiu stanu psychicznego innych osób może pomóc przerwać ten krąg i zmniejszyć lęk przed wystąpieniem.

### Badania nad publicznym przemawianiem i iluzją transparentności
Keeneth Savitsky i Thomas Gilovich wykonali dwa eksperymenty badające powiązanie pomiędzy wystąpieniami publicznymi a iluzją przejrzystości. Pierwszy z nich porównywał poziom lęku postrzegany przez samego występującego oraz przez obserwatora. Wyniki były zgodne z oczekiwaniami: występujący oceniał się znacznie surowiej niż obserwator.
W drugim badaniu Savitsky i Gilovich skoncentrowali się na związku pomiędzy iluzją przejrzystości oraz wzrostem lęku podczas przemowy. Uczestnicy badania zostali podzieleni na 3 grupy: kontrolną, wspieraną i informowaną. Wszystkim wyznaczono temat i dano pięć minut na przygotowanie wystąpienia. Po wystąpieniu uczestnicy oceniali poziom swojego lęku, jakość przemowy oraz sam występ. Obserwatorzy również oceniali poziom lęku występujących i jakość ich przemów. Grupa kontrolna nie otrzymała przed wystąpieniem żadnych instrukcji. Zarówno grupie wspieranej, jak i informowanej powiedziano, że odczuwanie strachu podczas przemawiania jest normalne. Grupie wspieranej powiedziano, że wedle badań naukowych nie muszą się tym martwić. Grupie informowanej natomiast powiedziano o iluzji przejrzystości, oraz że wedle badań emocje nie są czytelne dla innych w takim stopniu jak ludziom się wydaje. Grupa informowana oceniła siebie lepiej w każdym aspekcie i była również wyżej oceniania przez obserwatorów. Grupa informowana, wiedząc że słuchacze nie będą w stanie dostrzec jej zdenerwowania, odczuwała mniejszy poziom stresu i jej wystąpienia były lepsze.

## Efekt przechodnia
Thomas Gilovich, Kenneth Savistky i Victoria Husted Medvec uważają, że iluzja przejrzystości częściowo tłumaczy efekt przechodnia. Odkryli oni, że zmartwienie lub trwoga nie są tak widoczne dla obserwatorów jak sądzą ludzie ich doświadczający, oraz że ludzie sądzą, iż są w stanie odczytywać emocje innych lepiej niż w rzeczywistości.

W sytuacji potencjalnego zagrożenia ludzie zazwyczaj starają się zachować spokój, jak gdyby nic się nie działo, a jednocześnie sprawdzają reakcje innych osób, aby określić czy zagrożenie rzeczywiście wisi w powietrzu. Nikt nie chce przesadnie reagować, jeżeli okazałoby się, że zagrożenie nie jest to prawdziwe. Ale skoro każdy się powstrzymuje od działania i sprawdza reakcję innych, czasami wszyscy dojdą do (prawdopodobnie błędnego) wniosku, że sytuacja nie jest zagrożeniem i nie wymaga żadnej reakcji.